# Yosuke Kashiwagi
Yosuke Kashiwagi (Kobe, 15. prosinca 1987.) japanski je nogometaš.

## Klupska karijera
Igrao je za Sanfrecce Hiroshima i Urawa Reds.

## Reprezentativna karijera
Za japansku reprezentaciju igrao je od 2010. godine. Odigrao je 7 utakmice.
S japanskom reprezentacijom Yosuke Kashiwagi je igrao na Azijskom kupu 2011.

## Statistika
| Japan  | Japan | Japan |
| Godina | Nast. | Gol.  |
| ------ | ----- | ----- |
| 2010.  | 1     | 0     |
| 2011.  | 2     | 0     |
| 2012.  | 1     | 0     |
| 2013.  | 0     | 0     |
| 2014.  | 0     | 0     |
| 2015.  | 3     | 0     |
| Ukupno | 7     | 0     |

## Vanjske poveznice
- National Football Teams